# Boston
Boston (formellt City of Boston) är huvudstad i delstaten Massachusetts i USA. Boston är den folkrikaste staden i delstaten, och den största i regionen New England. År 2020 hade staden 675 647 invånare, medan storstadsområdet Greater Boston hade 4 941 632 invånare, vilket gör det till USA:s elfte största storstadsområde. Invånarna i Boston kallas på engelska Bostonians.
Boston grundades av puritanska kolonisatörer 1630 på en halvö i Massachusetts Bay, och är därigenom en av de äldsta städerna i USA. Staden har blivit en av de kulturellt mest betydelsefulla städerna i USA och räknas som en världsstad.
Många av de stora händelserna under den amerikanska revolutionen ägde rum i Boston, som var en stor hamnstad och centrum för tillverkningsindustri. I dag är staden ett centrum för högre utbildning och sjukvård. Dess ekonomi baseras på forskning, utbildning, finanssektor och teknik (till stor del bioteknik).

## Historia

### Puritanerna, engelsk kolonisation
Boston växte fram på halvön  Shawmut, där indianer ursprungligen bodde. Ett smalt näs förband halvön med fastlandet, och den var omringad av Massachusetts Bay och Back Bay, en bred flodmynning till Charles River. Flera arkeologiska utgrävningar har visat att halvön var bebodd så tidigt som 5000 f.Kr.
Boston grundades 17 september 1630 av puritanska kolonisatörer från England. (Puritanerna i Massachusetts Bay-kolonin blandas ibland ihop med de pilgrimer som grundade Plymouthkolonin tio år tidigare den 21 november 1620 i vad som nu är Bristol County, Plymouth County och Barnstable County, Massachusetts. Dessa två grupper skilde sig dock åt historiskt och utifrån religiösa sedvänjor. Dessa separata kolonier enades inte förrän 1691 genom grundandet av Province of Massachusetts Bay.) Bostons första europeiska bosättare kallade ursprungligen området Trimountaine, men döpte senare om staden efter Boston, som ligger i Lincolnshire i England, varifrån flera betydande kolonisatörer hade emigrerat.
Majoriteten av Bostons första invånare var alltså puritaner. Massachusetts Bay-kolonins första guvernör, John Winthrop, höll en känd predikan kallad ”A Model of Christian Charity”, som fångade idén om att Boston hade en särskild överenskommelse med Gud. (Winthrop ledde undertecknandet av Cambridge Agreement, vilket anses vara ett nyckeldokument i stadens grundande.) Puritansk etik formade ett stabilt och välstrukturerat samhälle; man lyckades exempelvis grunda Boston Latin School (1635), vilket var Amerikas första allmänna skola, samt Amerikas första college, Harvard College (1636).

### Amerikanska revolutionen
Fram till 1760-talet var Boston Amerikas största, mest välmående stad. Under 1770-talet försökte Storbritannien utöka kontrollen av sina kolonier, främst med skatt på varor som exporterades till Amerika. Som en motreaktion inträffade tebjudningen i Boston och så småningom även amerikanska revolutionen. Bostonmassakern, tebjudningen i Boston och flera tidiga slag (slaget vid Lexington och Concord, slaget vid Bunker Hill och belägringen av Boston) ägde rum i, eller i närheten av staden. Under denna tid gjorde Paul Revere sin berömda midnattsritt.

### 1800-talet
Efter revolutionen blev Boston snabbt en av världens rikaste internationella hamnstäder, då den var den amerikanska hamn som låg närmast Europa – exporten omfattade rom, fisk, salt och tobak. Under denna period kom ättlingar till gamla Bostonfamiljer att betraktas som landets sociala och kulturella elit, och utnämndes senare till Boston Brahmins. År 1822 fick Boston city-status.
I mitten av 1800-talet blev stadens tillverkningsindustri ekonomiskt viktigare än den internationella handeln. Ett nät av mindre floder, som omgärdade regionen, gjorde det lätt att frakta gods mellan fabriker och industrier vilket ledde till att de snabbt blev fler. Senare främjade ett tätt järnvägsnät områdets industri och handel. Fram till det tidiga 1900-talet förblev Boston ett av landets största centrum för tillverkningsindustri och känt för sin klädproduktion, lädervaror och maskinindustri.
Under mitten och fram till slutet av 1800-talet blomstrade Bostons kulturliv – staden blev berömd för sin förfinade litterära kultur och generösa konstnärsstöd. Den blev även ett centrum för abolitioniströrelsen. Under 1820-talet började Bostons etniska sammansättning förändras dramatiskt genom den första europeiska immigrationsvågen. Irländare och italienare flyttade till staden och tog med sig katolicismen. Nuförtiden är katoliker stadens största religiösa grupp och sedan början av 1900-talet har personer med irländskt ursprung spelat en betydelsefull roll inom Bostons politiska liv, såsom Kennedyklanen, Tip O’Neill och John F. Fitzgerald.

### Stadens utvidgning
Mellan 1630 och 1890 tredubblades stadens areal genom landvinning, särskilt genom igenfyllning av kärr, vadområden och mellanrum mellan varven vid strandlinjen, en process som Walter Muir Whitehill kallade ”cutting down the hills to fill the coves” (’hugga ned kullarna för att fylla bukterna’).
Den största landvinningen ägde rum under 1800-talet. År 1807 användes toppen av Beacon Hill för att fylla igen en 20 hektar stor kvarndamm som senare skulle komma att bli Haymarket Square. Dagens Massachusetts State House (där Massachusetts General Court har sitt säte) står på toppen av det sänkta Beacon Hill. Utfyllnadsprojekt under mitten av århundradet skapade betydelsefulla delar av South End, West End, Financial District samt Chinatown. Efter den Stora Bostonbranden 1872 användes spillror från byggnader att fylla ut strandkanten i de centrala delarna. Under denna period fylldes nästan 2,4 kvadratkilometer av Charles Rivers bräckta kärrområden väster om Boston Common med jord som fraktades dit med tåg från Needham Heights.
Till staden införlivades även de närliggande städerna Roxbury (1868), Dorchester (1870) samt Brighton, West Roxbury och Charlestown (1874) i Boston.

### 1900-talet

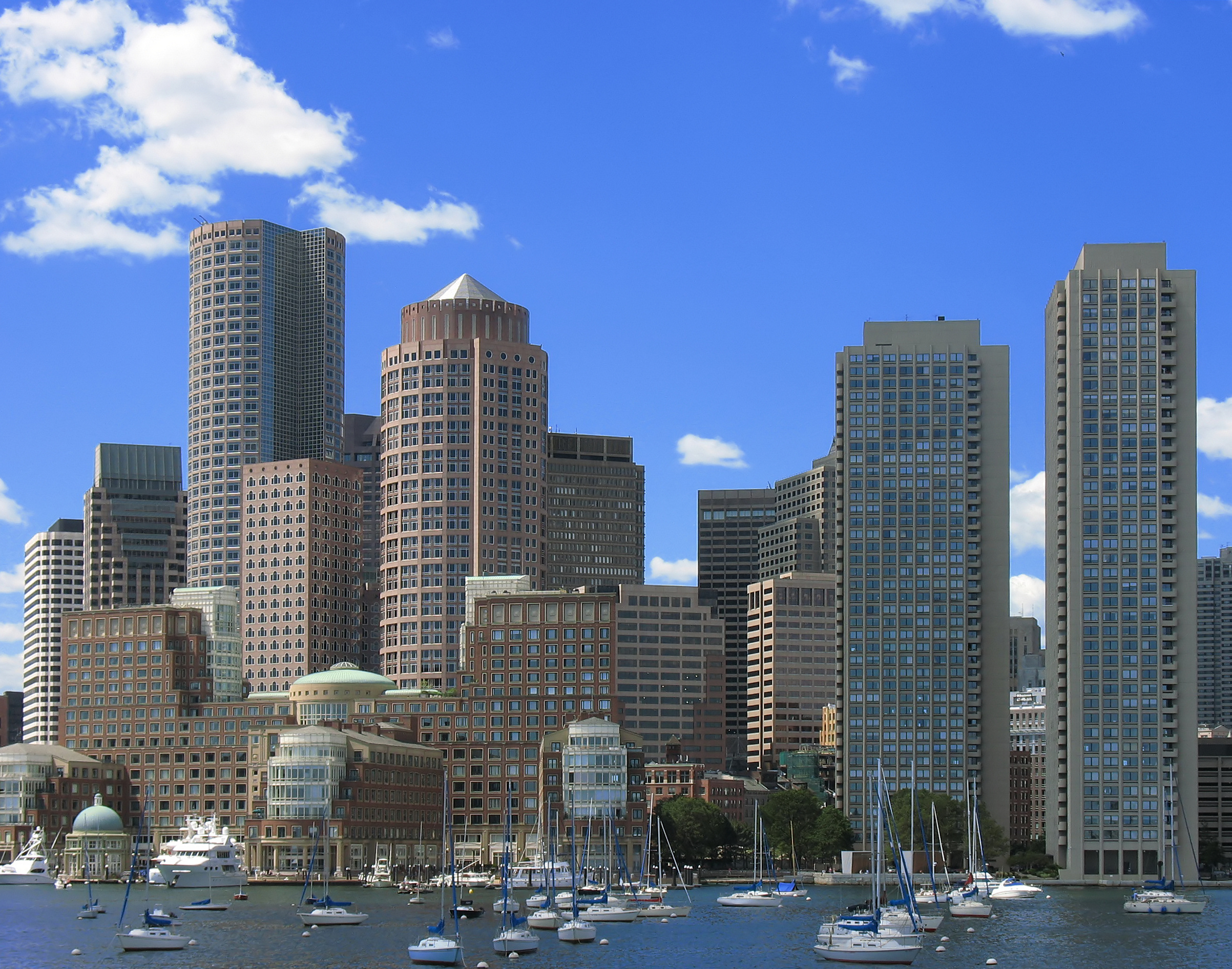
Centrala Boston, augusti 2006.

Vid början och mitten av 1900-talet skedde en tillbakagång då fabrikerna blev gamla och omoderna, och handeln flyttade ut från området för att finna billigare arbetskraft någon annanstans. Boston svarade med att inleda olika projekt för att rusta upp staden, däribland rivningen av området West End och uppförandet av Government Center.
Under 1970-talet ökade stadens ekonomiska tillväxt kraftigt efter 30 år av ekonomisk tillbakagång. Sjukhus som Massachusetts General Hospital, Beth Israel Deaconess Medical Center och Brigham and Women's Hospital var nationsledande inom medicinska uppfinningar och patientvård. Lärosäten som Harvard University, Massachusetts Institute of Technology (MIT), Boston College och Boston University drog till sig studenter till Bostonområdet.
År 1974 ledde bussningen av svarta elever för att motverka segregering till oroligheter och våld kring allmänna skolor i mitten av 1970-talet. Oroligheterna bidrog till att belysa de rasmässiga spänningarna i staden.

#### Polisen
Efter att två poliser skottskadades och den ena dog 1987 förändrades polisens regler i Boston. Alla poliser fick även skottsäkra skyddsvästar och revolvrarna byttes ut mot kraftigare pistoler.

## Geografi
På grund av att Boston grundades för så pass länge sedan är staden väldigt kompakt. Enligt United States Census Bureau uppgår stadens areal till 232,1 kvadratkilometer, varav 125,4 kvadratkilometer (54 procent) är land och 106,7 kvadratkilometer (46 procent) vatten. Boston är USA:s tredje mest tätbefolkade stad som inte ingår i en större stads storstadsområde, vilket till stor del kan förklaras med att städer i New England sällan utvidgat sina territorier.
Staden Boston omges av storstadsområdet Greater Boston (Storboston) och gränsar till städerna Winthrop, Revere, Chelsea, Everett, Somerville, Cambridge, Watertown, Newton, Brookline, Needham, Dedham, Canton, Milton och Quincy. Charles River utgör gräns mellan egentliga Boston och Cambridge, Watertown och stadsdelen Charlestown. I öster ligger Boston Harbor och Boston Harbor Islands National Recreation Area (BHINRA), som också täcker delar av stadens territorium. Neponset River utgör gräns mellan Bostons södra stadsdelar och städerna Quincy och Milton. Å ena sidan av Mystic River ligger Charlestown, Chelsea och Everett å den andra. Bostons officiella höjd över havet är uppmätt på Logan International Airport, 5,8 meter över havet. Stadens högsta punkt är 100  meter över havet och den lägsta är vid havsytan. Boston är den enda av delstaterna i kontinentala USA som har en huvudstad med havskust.
Stora delar av stadsdelarna Back Bay och South End har tillkommit genom landvinning med jord från Bostons tre ursprungliga kullar, ”the Trimountain”, som fyllnadsmassa. Pemberton Hill, som kom att bli Pemberton Square i stadsdelen Government Center, och Mount Vernon jämnades helt med marken. Endast Beacon Hill – den minsta av de tre kullarna – finns kvar; bara hälften av dess höjd schaktades bort. Tremont Street har fått sitt namn efter de tre kullarna. Downtown-området med omnejd består mestadeks av lägre tegel- och stenbyggnader, med många äldre byggnader i amerikansk federal style. Många av dess byggnader blandas med moderna skyskrapor, framförallt i Financial District, Government Center, South Bostons hamnområde och Back Bay, med många kända landmärken såsom Boston Public Library, Christian Science Center, Copley Square, Newbury Street och New Englands två högsta byggnader – John Hancock Tower och Prudential Center.

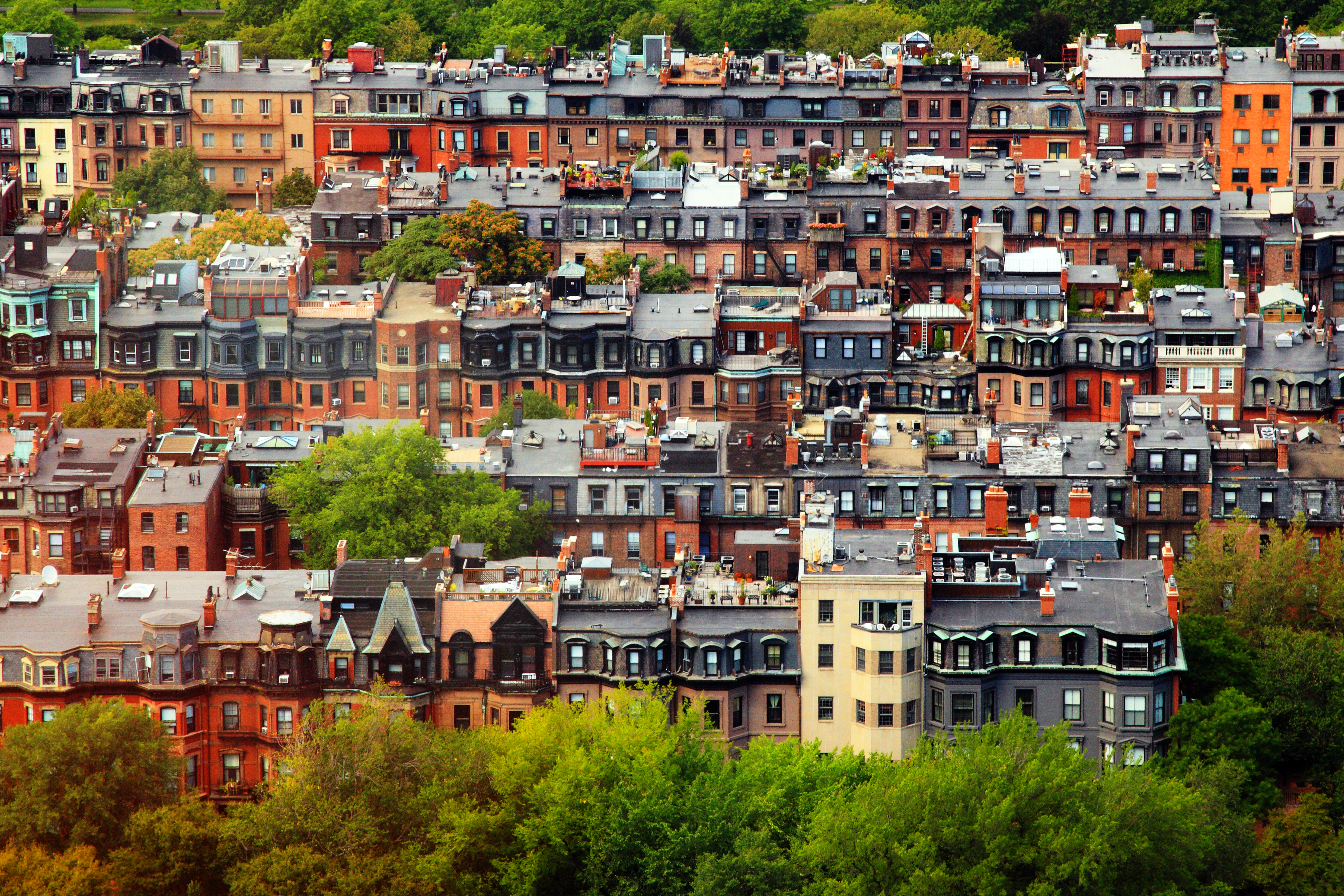
De för Boston typiska ”brownstones” som är vanliga i Back Bay-området.

Downtown-områdets och South Bostons geografi påverkades särskilt av Central Artery/Tunnel-projektet  (det så kallade Big Dig). South Bostons mark, som tillkommit genom landvinning, utgjorde ett särskilt bekymmer för projektets tunnlar.
Boston Common i närheten av Financial District och Beacon Hill är USA:s äldsta offentliga park. Boston Common ansluter till Boston Public Garden och ingår i Emerald Necklace ("Smaragdhalsbandet"), ett parkstråk, utformat av Frederick Law Olmsted, som omsluter staden. Jamaica Pond, som ingår i Emerald Necklace, är den största sötvattenmassan i staden. Franklin Park, som också ingår i Emerald Necklace, är stadens största park med Franklin Park Zoo.

### Stadsdelsområden

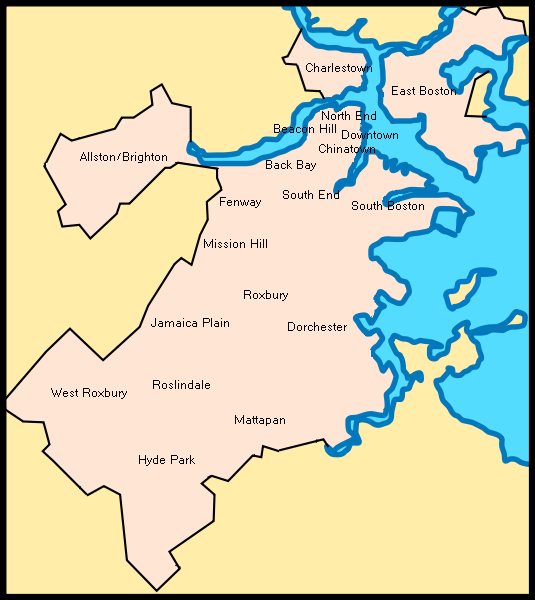
19 av Bostons 21 stadsdelsområden (Bay Village och West End ej utmärkta på denna karta).

Det finns 21 officiella stadsdelar (neighborhoods) i staden Boston:
- Allston/Brighton,
- Back Bay,
- Bay Village,
- Beacon Hill,
- Charlestown,
- Chinatown/Leather District,
- Dorchester,
- Downtown/Financial District,
- East Boston,
- Fenway/Kenmore,
- Hyde Park,
- Jamaica Plain,
- Mattapan,
- Mission Hill,
- North End,
- Roslindale,
- Roxbury,
- South Boston,
- South End,
- West End och
- West Roxbury.

### Klimat

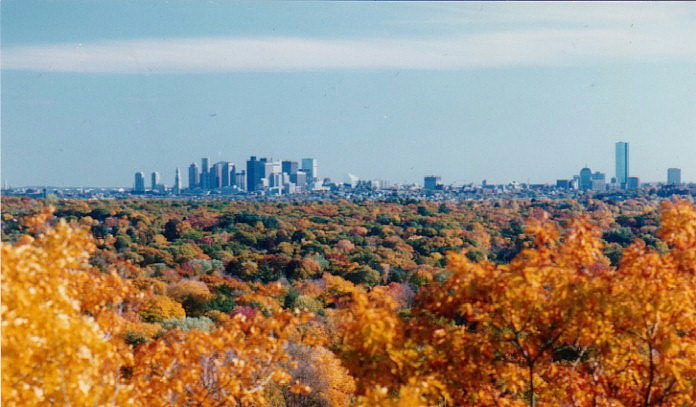
Boston i bakgrunden.

Boston har ett tempererat klimat med varma och fuktiga somrar och kalla, snöiga och blåsiga vintrar. Juli är den varmaste månaden med en medeltemperatur på 23,2 grader. Januari är den kallaste månaden då medeltemperaturen uppgår till −1,5 grader. Det är inte ovanligt att temperaturen periodvis kan överskrida 32 grader på sommaren och vara lägre än −12 grader på vintern men sällan långvarigt; under ungerfär 13 dagar per år är det kallare än −12,2 grader. Den högsta uppmätta temperaturen i Boston är 40 °C, vilken uppmättes den 4 juli 1911. Den 9 februari 1934 uppmättes den lägsta temperaturen, minus 28 grader. Två extrema temperaturnoteringar gjordes i februari 1985 och mars 1998 då temperaturer på 20 respektive 30 minusgrader uppmättes.
Medelnederbörden är 1 080 millimeter regn och 140 centimeter snö per år. De flesta snöfallen inträffar från december till mars. Vanligtvis finns det lite eller ingen snö i april och november, och snö i maj och oktober är sällsynt.
Dimma är ganska vanligt, särskilt på våren och i början av sommaren, och ibland kan tropiska stormar eller orkaner hota området, särskilt i början av hösten. På grunde av sitt läge vid Nordatlanten förekommer ofta sjöbris, speciellt i slutet av våren när vattnet fortfarande är rätt kallt och luften vid kusten kan vara mer än 11 grader kallare än några kilomer inåt landet.
Från maj till september drabbas staden av åskväder som ibland kan vara kännbara. Ehuru Boston aldrig drabbats av någon våldsam tornado, har staden ett tornadovarningssystem; skadliga stormar är förvisso mer vanliga norr, väster och nordväst om staden.

Visa eller redigera grafens rådata.

## Styre och rättsväsen
Boston är delstaten Massachusetts huvudstad. På Beacon Hill finns Massachusetts General Court som är delstatens lagstiftande församling, sätet för Massachusetts guvernör och Massachusetts Supreme Judicial Court, delstatens högsta rättsliga instans.
I Boston finns också sätet för den federala appellationsdomstolen United States Court of Appeals for the First Circuit.

## Utbildning
Boston är en av USA:s ledande utbildningsstäder; ett flertal universitet och högskolor är belägna i storstadsområdet.
- Boston College
- Boston University
- Babson College
- Harvard University (i Cambridge)
- Harvard Medical School (i Longwood Medical Area, Massachusetts)
- Massachusetts Institute of Technology (i Cambridge)
- Northeastern University
- Suffolk University
- Tufts University (i Medford och Somerville)
- Wellesley College (i Wellesley)
- University of Massachusetts Bostoncampus

## Sport

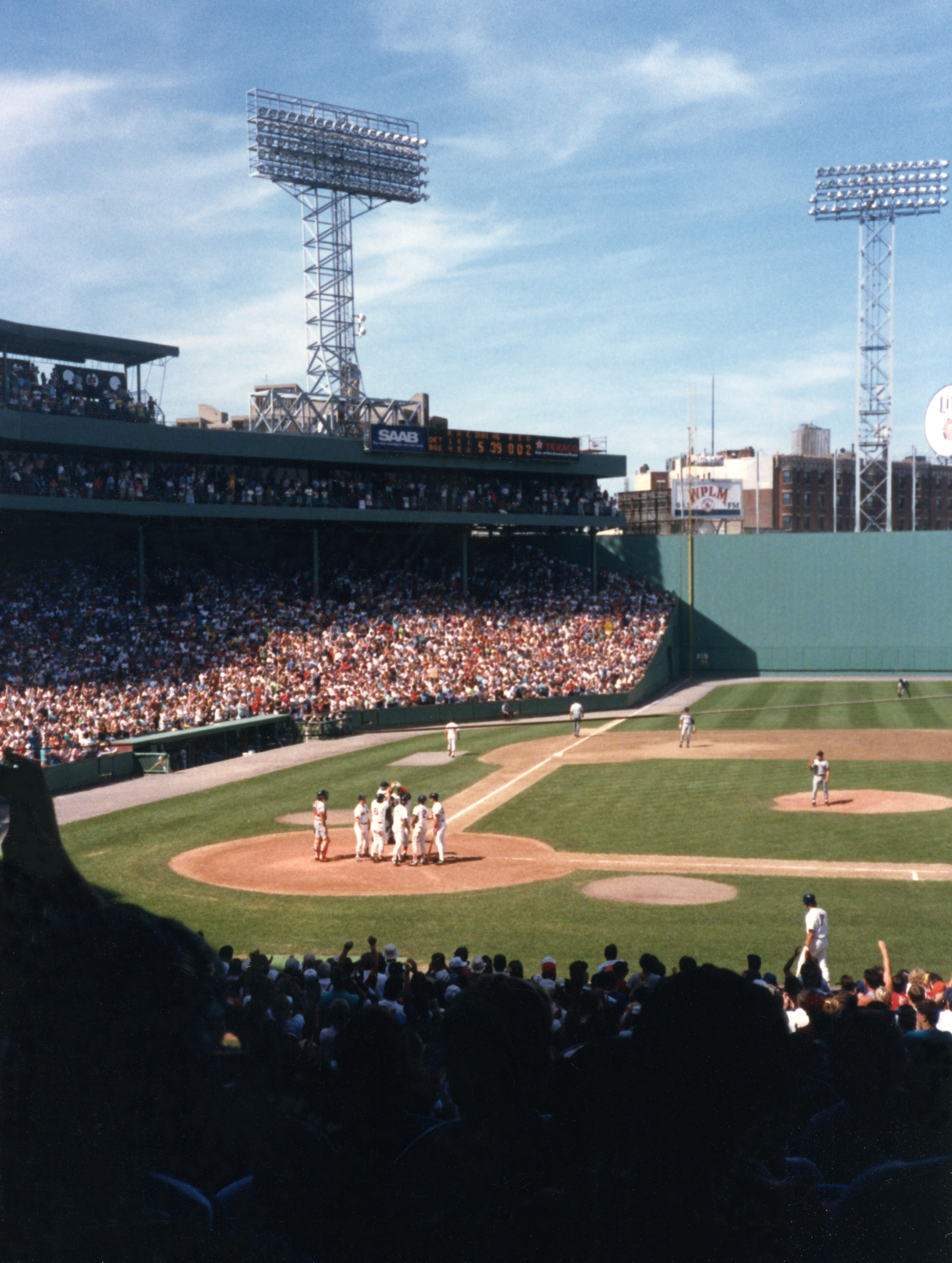
Baseballmatch på stadion Fenway Park i Boston.

Följande professionella lag i de högsta serierna i USA har sin hemvist i Boston:
- Boston Bruins, ishockey (NHL)
- Boston Red Sox, baseboll (MLB)
- New England Patriots, amerikansk fotboll (NFL)
- Boston Celtics, basketboll (NBA)
- New England Revolution, fotboll (MLS)
- Boston Cannons, lacrosse (MLL)
- Boston uprising, Overwatch (esports)

## Musik
Det finns många musiker och band med ursprung från Boston. Här är de mest kända:
- Rockbandet Aerosmith
- Rockbandet Boston
- Rockbandet The J. Geils Band
- Rockbandet Dropkick Murphys
- New Kids on the Block
- Rockbandet Pixies
- Rockbandet The Cars
- Rockbandet Extreme

## Fiktion
Boston förekommer såväl i litteratur som i TV-serier och på film, exempelvis i TV-serierna Advokaterna, Ally McBeal, Boston Legal, Boston Public, Fringe, John Adams, Jordan, rättsläkare, Skål och Zack & Codys ljuva hotelliv samt filmerna Good Will Hunting, Mystic River, The Departed, Black Mass och The Town. Den förekommer också i datorspelet Fallout 4.